# Isabelle Linden
Isabelle Linden (Colonia, Alemania; 15 de enero de 1991) es una futbolista internacional alemana que juega como centrocampista.

## Trayectoria
Su primer equipo fue el Fortuna Köln. En 2008 debutó en la Bundesliga con el SGS Essen, tras ganar la Eurocopa sub-17 de ese año. Al año siguiente fichó por el Bayer Leverkusen, en el que pasó 6 temporadas. 
En 2015 fichó por el 1.FFC Frankfurt, vigente campeón de la Champions League. Su último equipo ha sido el Ferencvárosi TC húngaro.

## Selección nacional
Debutó con la absoluta alemana en un amistoso de preparación para la Eurocopa 2013. Fue convocada para el torneo y lo ganaron, aunque no llegó a jugar.

## Clubes
| Club                | País       | Año       |
| ------------------- | ---------- | --------- |
| Fortuna Colonia     | Alemania   | 2007      |
| SGS Essen           | Alemania   | 2008-2009 |
| Bayer 04 Leverkusen | Alemania   | 2009-2015 |
| 1. FFC Frankfurt    | Alemania   | 2015-2016 |
| Birmingham City     | Inglaterra | 2016-2018 |
| 1. FC Colonia       | Alemania   | 2018-2020 |
| Ferencvárosi TC     | Hungría    | 2020-2022 |

## Palmarés

### Títulos nacionales
| Título                     | Club                | País     | Año  |
| -------------------------- | ------------------- | -------- | ---- |
| 2. Frauen-Bundesliga (Sur) | Bayer 04 Leverkusen | Alemania | 2010 |

### Títulos internacionales
| Título                                        | Club                         | País          | Año     |
| --------------------------------------------- | ---------------------------- | ------------- | ------- |
| Campeonato Europeo Femenino Sub-17 de la UEFA | Selección sub-17 de Alemania | Suiza         | 2007-08 |
| Copa Mundial Femenina de Fútbol Sub-17        | Selección sub-17 de Alemania | Nueva Zelanda | 2008    |
| Eurocopa Femenina                             | Selección de Alemania        | Suecia        | 2013    |